# Kirche Mückern

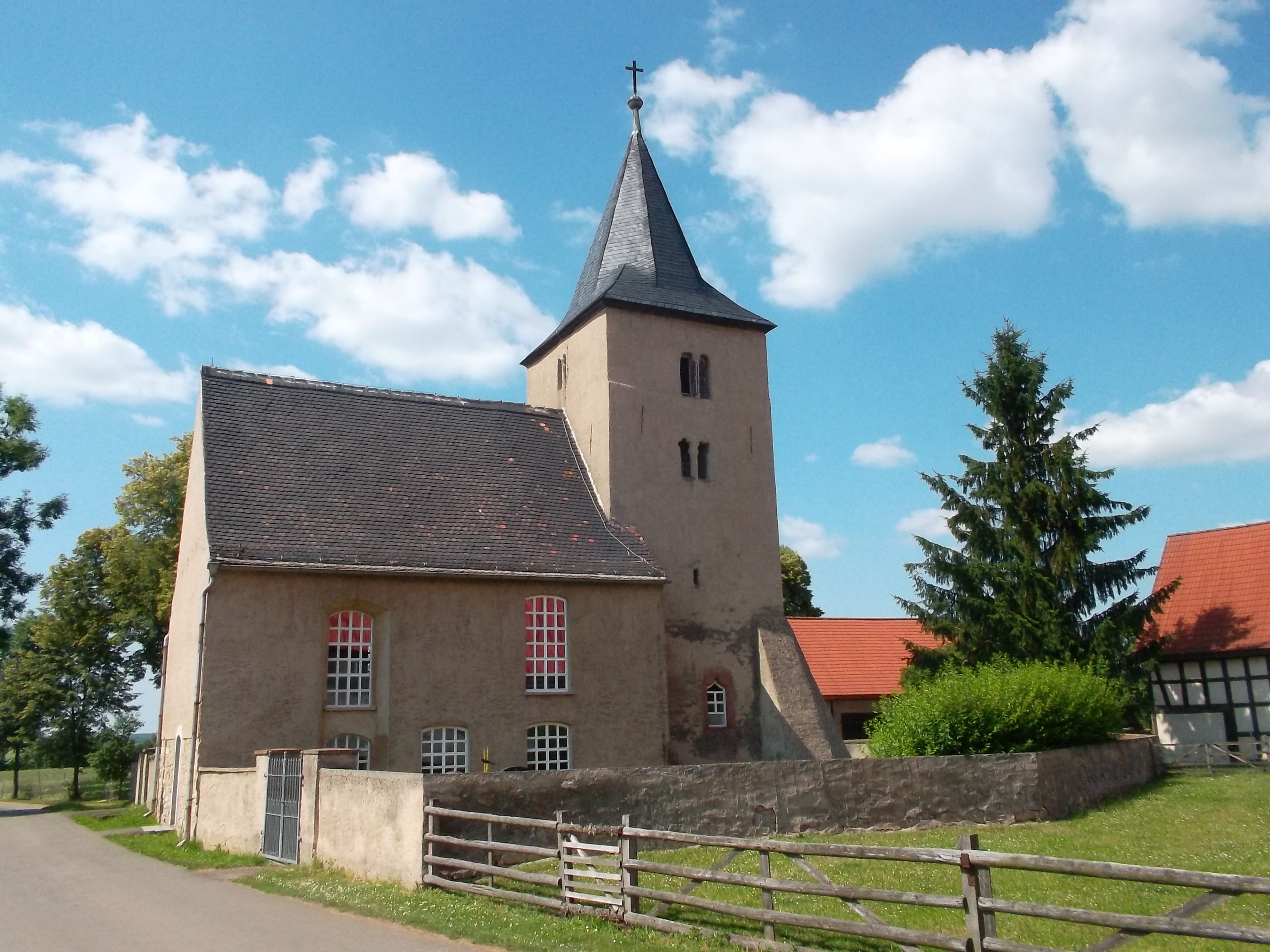
Kirche Mückern

Die evangelisch-lutherische Kirche Mückern steht in Mückern, einem Ortsteil von Großenstein im Landkreis Greiz in Thüringen. Die Kirchengemeinde Mückern gehört zum Pfarrbereich Großenstein-Baldenhain im Kirchenkreis Altenburger Land der Evangelischen Kirche in Mitteldeutschland.

## Beschreibung
Die Saalkirche hat einen spätromanischen Chorturm. Dessen oberstes Geschoss hat Biforien, ebenso das Geschoss darunter. Bedeckt ist der Turm mit einem achtseitigen, schiefergedeckten, spitzen Helm, der von einer Turmkugel gekrönt ist. Das mit einem Satteldach bedeckte Kirchenschiff ist im Kern zwar romanisch, es wurde aber 1817 grundlegend umgestaltet. 
Der Innenraum hat dreiseitige Emporen und ist mit einer Holzbalkendecke überspannt. Der Triumphbogen hat schlichte Kämpfer. Die Orgel wurde in ein Prospekt aus dem 18. Jahrhundert eingebaut. Sie wurde 1901 von Adam Eifert geschaffen. Das Instrument hat 7 Register, verteilt auf 2 Manuale und Pedal.